# 许可馨事件
许可馨事件是2019冠状病毒病疫情期间新浪微博上发生的一次言论争议事件。

## 当事人
许可馨，摄影博主，2019年本科毕业于中国药科大学外国语学院，曾于美国匹兹堡大学读研究生，後又為该校医药化学博士生。

## 事件概述
2020年1月24日，许可馨在新浪微博发文称：“如果我有医生朋友在武汉一线，我会希望他们临阵脱逃。”2月，她针对留学生回国隔离一事，形容自己“回国像犯人”，并强调自己不想回国。她还将中国人称作“贱骨头”，并说道“不给国家做螺丝钉，你们想给国家做奴才别拉上我”。同月，她在微博上声称自己依靠父母的钱和人脉以及苏州的平台和资源。3月24日，她在微博发文称，“不会再回来给祖国添麻烦”。
许可馨的一系列言论引发民众不满。事后，她发表长文作出道歉，表示自己热爱祖国，不该使用过激的语言刺激同胞。中国药科大学官方微博在3月29日23:27分发布相关声明。不久，许可馨的微博账号被关闭。3月31日，苏州市纪委监委官方微博“廉石声音”针对许可馨事件进行了回应。4月2日，中央政法委转发《留学生称“走到今天靠爸妈的钱和人脉”，苏州纪律监委回应》新闻报道。期间，中国大陆网友对许可馨进行起底。

## 争议内容
中国共产党苏州市纪律检查委员会官方微博“廉石声音”在3月31日发布开始调查后，没有任何后续消息并在次日关闭了微博评论区。“廉石声音”在2020年8月3日以后就再也没有发布过任何内容。而许可馨的Instagram账号kxxnova仍在正常更新，简介声明自己支持女权、支持台湾独立和反对中国共产党。2023年3月25日，在北极鲶鱼事件发酵之后，许可馨在Instagram上发布了她的自拍，并配文“简中互联网好想我，那要不要告诉他们我要去藤校读博了捏”。

### 相关事件
- 钟屿晨事件
- 吴维事件
- 田佳良事件
- 季子越事件
- 宋庚一事件
- 北极鲶鱼事件